# Kangčendzenga
Kangčendzenga je tretja najvišja gora na svetu (za Mount Everestom in K2). Njen vrh z višino 8586 m je v delu Himalaje, Kangčendzenga Himal, ki ga na zahodu omejuje reka Tamur, na severu reka Lhonak in prelaz Džongsang La, na vzhodu pa Teesta. Leži na meji med Nepalom in indijsko zvezno državo Sikim in je najvišja gora v Indiji ter druga najvišja gora v Nepalu. Ime Kangčendzenga v dobesednem prevodu pomeni »Pet snežnih zakladov«, saj osrednji masiv gore sestoji iz petih vrhov, od tega segajo štirje nad 8450 m, kar je na svetu edinstveno.
Do leta 1852 je veljalo, da je Kangčendzenga najvišja gora na svetu, vendar so izračuni in meritve Velike trigonometrične raziskave v Indiji leta 1849 pokazale, da je Mount Everest, takrat znan kot Peak XV, dejansko višji. Potem ko so omogočili nadaljnje preverjanje vseh izračunov, je bilo leta 1856 uradno objavljeno, da je Kangčendzenga tretja najvišja gora.
Kangčendzenga je sveta gora v Sikimu, nanjo pa sta se 25. maja 1955 prvič povzpela Joe Brown in George Band, ki sta bila leta 1955 del britanske odprave Kangčendzenga. Ustavila sta se tik pred pravim vrhom in držala obljubo, dano Tašiju Namgjalu, Čogjalu iz Sikima, da bo vrh gore ostal nedotaknjen. Indijska stran gore je prepovedana za plezalce. Leta 2016 je bil sosednji Narodni park Kangčendzenga vpisan na Unescov seznam svetovne dediščine.

## Etimologija
Kangchenjunga je uradni način črkovanja, ki so ga sprejeli Douglas Freshfield, Alexander Mitchell Kellas in Royal Geographic Society, ki najbolje kaže tibetansko izgovorjavo. Freshfield se je skliceval na črkovanje, ki ga uporablja indijska vlada od poznega 19. stoletja. Alternativni zapisi vključujejo Kanchenjunga, Khangchendzonga in Kangchendzönga.
Bratje Hermann, Adolf in Robert Schlagintweit so razložili lokalno ime Kanchinjínga, kar pomeni »pet zakladov visokega snega«, kot da izvira iz tibetanske besede tolpe, ki se izgovarja [kaŋ] in pomeni sneg, led; chen se izgovarja [tɕen], kar pomeni velik; mzod pomeni zaklad; lnga pomeni pet. Lokalno prebivalstvo Lhopo verjame, da so zakladi skriti, vendar se razkrijejo pobožnim, ko je svet v nevarnosti; zakladi obsegajo sol, zlato, turkiz in drage kamne, svete spise, nepremagljiv oklep ali strelivo, žito in zdravila.

## Zavarovana območja
Pokrajina Kangčendzenga je kompleks treh različnih ekoregij: vzhodni himalajski širokolistni in iglasti gozdovi, vzhodnohimalajski alpski grmi in travniki ter savana in travišča Tarai-Duar.
Čezmejno pokrajino Kangčendzenga si delijo Nepal, Indija, Butan in Kitajska ter obsega 14 zavarovanih območij s skupno površino 6032 km²:
- Nepal: ohranitveno območje Kangčendzenga
- Sikim, Indija: Narodni park Kangčendzenga, rezervat za rododendrone Varsey, rezervat za divje živali Fambong Lho, alpski rezervat Kjongnosla, rezervat za divje živali Maenam, rezervat za rododendrone Šingba in rezervat za divje živali Pangolakha
- Dardžiling, Indija: rezervat za divje živali Džore Pokhri, narodi park Singalila, rezervat za divje živali Senčal, rezervat za divje živali Mahananda in narodni park Neora Valley
- Butan: strogi naravni rezervat Torsa

Ta zavarovana območja so habitati za številne svetovno pomembne rastlinske vrste, kot so rododendroni in orhideje, ter številne ogrožene glavne vrste, kot so snežni leopard (Panthera uncia), azijski črni medved (Ursus thibetanus), rdeči panda (Ailurus fulgens), mošusni jelen (Moschus leucogaster), krvavi fazan (Ithaginis cruentus) in kostanjeva jerebica (Arborophila mandellii).

## Geografija
Odsek Himalaje Kangčendzenga Himal leži v Nepalu in Indiji in obsega 16 vrhov nad 7000 m. Na severu ga omejujejo Lhonak Ču, Goma Ču in Džongsang La, na vzhodu pa reka Testa. Zahodna meja poteka od Džongsang La navzdol po ledenikih Gingsang in Kangčendzenga ter rekah Ghunsa in Tamur. Kangčendzenga se dviga približno 20 km južno od splošne poravnave Velikega himalajskega pogorja približno 125 km zračne črte vzhodno-jugovzhodno od Mount Everesta. Južno od južne stene Kangčendzenga poteka 3000–3500 metrov visok greben Singalila, ki ločuje Sikim od Nepala in severne Zahodne Bengalije.
Kangčendzenga in njeni satelitski vrhovi tvorijo ogromen gorski masiv. V naslednji tabeli je navedenih pet najvišjih vrhov masiva.
| Ime vrha                         | Višina (m) | Lega                                          | Prominence (m) | Najbližji višji sosed     | Lega (politično)                                                        |
| -------------------------------- | ---------- | --------------------------------------------- | -------------- | ------------------------- | ----------------------------------------------------------------------- |
| Kangčendzenga Main               | 8586       | 27°42′11″N 88°08′52″E / 27.70306°N 88.14778°E | 3922           | Mount Everest – južni vrh | okrožje Mangan, Sikim, Indija / okrožje Taplejung, provinca Koši, Nepal |
| Kangčendzenga West (Yalung Kang) | 8505       | 27°42′18″N 88°08′12″E / 27.70500°N 88.13667°E | 135            | Kangchenjunga             | Taplejung, Koši, Nepal                                                  |
| Kangčendzenga Central            | 8482       | 27°41′46″N 88°09′04″E / 27.69611°N 88.15111°E | 32             | Kangčendzenga South       | Mangan, Sikim, India / Taplejung, Koši, Nepal                           |
| Kangčendzenga South              | 8494       | 27°41′30″N 88°09′15″E / 27.69167°N 88.15417°E | 119            | Kangčendzenga             | Mangan, Sikim, India / Taplejung, Koši, Nepal                           |
| Kangbačen                        | 7903       | 27°42′42″N 88°06′30″E / 27.71167°N 88.10833°E | 103            | Kangčendzenga West        | Taplejung, Koshi Province, Nepal                                        |

Glavni greben masiva poteka od severa-severovzhoda proti jugu-jugozahodu in tvori razvodje več rek. Skupaj z grebeni, ki potekajo približno od vzhoda proti zahodu, tvorijo velikanski križ. Ti grebeni vsebujejo množico vrhov med 6000 in 8586 m. Severni del vključuje Yalung Kang, Kangčendzenga Central in South, Kangbačen, Kirat Čuli in Gimmigela Čuli ter teče do Džongsang La. Vzhodni greben v Sikimu vključuje Siniolču. Južni del poteka vzdolž meje med Nepalom in Sikimom in vključuje Kabru I do III. Ta greben sega proti jugu do grebena Singalila. Zahodni greben doseže vrhunec v Kumbhakarni, znani tudi kot Džanu.
Štirje glavni ledeniki sevajo od vrha in kažejo približno proti severovzhodu, jugovzhodu, severozahodu in jugozahodu. Ledenik Zemu na severovzhodu in ledenik Talung na jugovzhodu se izlivata v reko Testa; ledenik Jalung na jugozahodu in ledenik Kangčen na severozahodu se izlivata v reki Arun in Kosi. Ledeniki se razprostirajo na območju nad približno 5000 m, poledenitev pa obsega približno 314 km². V Kangčendzenga Himal je 120 ledenikov, od katerih jih je 17 pokritih z ruševinami. Med letoma 1958 in 1992 se je več kot polovica od 57 pregledanih ledenikov umaknila, verjetno zaradi dviga temperature zraka.
Kangčendzenga Main je najvišja vzpetina v porečju reke Brahmaputra, ki je del monsunskega režima jugovzhodne Azije in je med največjimi porečji na svetu. Kangčendzenga je eden od šestih vrhov nad 8000 m, ki so v porečju reke Kosi, ki je med največjimi pritoki Gangesa. Masiv Kangčendzenga je tudi del porečja Gangesa.
Čeprav je tretji najvišji vrh na svetu, je Kangčendzenga uvrščena šele na 29. mesto po topografski prominenci, merilu samostojnosti gore. Ključni stolpec za Kangčendzengo leži na višini 4664 metrov, vzdolž meje razvodja med rekama Arun in Brahmaputra v Tibetu. Je pa četrti najvidnejši vrh v Himalaji, za Everestom ter zahodnim in vzhodnim sidrom Himalaje, Nango Parbat oziroma Namčo Barvo.

## Plezalne smeri
Obstajajo štiri plezalne poti za dosego vrha Kangčendzenga, od katerih so tri v Nepalu z jugozahoda, severozahoda in severovzhoda, ena pa iz severovzhodnega Sikima v Indiji. Do danes je bila severovzhodna pot iz Sikima uspešno uporabljena le trikrat. Indijska vlada je prepovedala odprave na Kangčendzengo; zato je ta pot od leta 2000 zaprta.

## Zgodovina vzponov
Leta 1955 sta Joe Brown in George Band opravila prvi vzpon 25. maja, sledila pa sta 26. maja Norman Hardie in Tony Streather. Celotno ekipo so vključevali tudi John Clegg (zdravnik ekipe), Charles Evans (vodja ekipe), John Angelo Jackson, Neil Mather in Tom Mackinnon. Vzpon je dokazal, da je pot Aleisterja Crowleyja iz leta 1905 (ki so jo raziskali leta 1954) izvedljiva. Pot se začne na ledeniku Yalung jugozahodno od vrha in se povzpne na obraz Yalung, ki je visok 3000 metrov. Glavna značilnost te stene je "Velika polica", velika nagnjena planota na približno 7500 metrih, prekrita z visečim ledenikom. Pot je skoraj v celoti po snegu, ledeniku in enem ledu; sam vršni greben lahko vključuje majhno količino hoje po skali. Prva vzponska odprava je naredila šest taborov nad svojim baznim taborom, dva pod polico, dva na njej in dva nad njo. Začeli so 18. aprila in vsi so se vrnili v bazni tabor do 28. maja. Other members of this expedition included John Angelo Jackson and Tom Mackinnon. Druga člana te odprave sta bila John Angelo Jackson in Tom Mackinnon.

### Drugi pomembni vzponi
- 1973 Yutaka Ageta in Takeo Matsuda iz japonske odprave sta s plezanjem po jugozahodnem grebenu dosegla vrh Kangčendzenga West, imenovan tudi Yalung Kang. Matsuda se ni nikoli vrnil v tabor in njegovega trupla niso nikoli našli. Ekspedicija je ugotovila, da je padel med sestpom, ko je bil ločen od Agete.[26]
- 1977 Drugi vzpon na Kangčendzengo za ekipo indijske vojske pod vodstvom polkovnika Narendre Kumarja. Dokončali so severovzhodni del, težaven greben, ki je premagal nemške odprave v letih 1929 in 1931.[27]
- 1978 so poljske ekipe opravile prve uspešne vzpone na vrhove Kangčendzenga South (Wojciech Wróż in Eugeniusz Chrobak, 19. maj) in Kangčendzenga Central (Wojciech Brański, Zygmunt Andrzej Heinrich, Kazimierz Olech, 22. maj).[28]
- 1979 Tretji vzpon, 16. maja, in prvi brez kisika, ki so ga opravili Doug Scott, Peter Boardman in Joe Tasker, s čimer so vzpostavili novo smer na Severnem grebenu.[29]
- 1991 Kangčendzenga 8586 m, 1991: južni greben, preplezano alpsko; Tone Škarja, vodja, Marija Frantar, Vanja Furlan, Viki Grošelj, Bojan Počkar, Marko Prezelj, Jože Rozman, Uroš Rupar, Andrej Štremfelj, Stipe Božić, Dare Juhant, Robert Držan, Wanda Rutkiewicz, Ewa Pankiewicz (Poljska), dr. Damijan Meško; Slovenija[30]
- 1992 je Carlos Carsolio dosegel edini vrh tega leta. Bilo je pri solo plezanju brez dodatnega kisika.[31]
- 1995 Benoît Chamoux, Pierre Royer in njihov vodnik šerpa Riku so izginili 6. oktobra blizu vrha.[32]
- 1998 Ginette Harrison je bila prva ženska, ki je preplezala Severno steno Kangčendzenge.[33]
- 2009 Edurne Pasaban, španska alpinistka, je dosegla vrh in postala prva ženska, ki se je povzpela na vrh dvanajstih osemtisočakov.[34]
- Maja 2009 je bila Kinga Baranowska prva Poljakinja, ki je dosegla vrh Kangčendzenge.[35]
- Leta 2011 je Tunç Fındık postal prvi Turer, ki je s švicarskim partnerjem Guntisom Brandtsom po britanski poti 1955 SW Face dosegel vrh Kangčendzenge, svojega sedmega osemtisočaka.[36][37]
- Maja 2011 sta indijska alpinista Basanta Singha Roy in Debasish Biswas uspešno preplezala Kangčendzenga Main.[38]
- Maja 2013 je pet plezalcev, vključno z Madžarom Zsolt Erőss in Péter Kiss, doseglo vrh, vendar je med sestopom izginilo.[39]
- Maja 2014 je Bolgar Boyan Petrov dosegel vrh brez uporabe dodatnega kisika.[40]
- Maja 2014 je bila Chhanda Gayen prva Indijka, ki je stopila na vrh. Med sestopom jo je ubil snežni plaz.[41]
- Maja 2022 je Indijec Narayanan Iyer umrl med vzponom na vrh gore.[42]

Kljub izboljšani plezalni opremi je stopnja smrtnosti med plezalci, ki se poskušajo povzpeti na vrh Kančendzenge, visoka. Od leta 1990 je med vzponom na glavni vrh umrlo več kot 20 % ljudi.

## Pohodništvo
Zaradi oddaljene lokacije v Nepalu in težav pri dostopu iz Indije regije Kangčendzengo pohodniki ne raziskujejo veliko. Zato je ohranila velik del svoje prvinske lepote. Tudi v Sikimu je bil pred kratkim dovoljen treking v regijo Kangčendzengo. Goecha La trek postaja vse bolj priljubljen med turisti. Gre do prelaza Goecha La, ki je tik pred ogromno jugovzhodno steno Kangčendzenge. Še ena pot do Green Lake Basin je bila nedavno odprta za treking. Ta treking poteka na severovzhodno stran Kangčendzenge vzdolž znamenitega ledenika Zemu. Film Singalila v Himalaji je popotovanje po Kangčendzengi.

## V mitu
Območje okoli Kangčendzenge naj bi bilo dom gorskega božanstva, imenovanega Dzö-nga ali Kangčendzenga demon, vrste jetija ali rakšasa. Britanska geološka ekspedicija je leta 1925 opazila dvonožno bitje, o katerem so spraševali domačine, ki so ga imenovali »demon Kangčendzenga«.
Prebivalci okolice Kangčendzenga, tako v Sikimu kot v Nepalu, že več generacij pripovedujejo legende, da se na njenih pobočjih skriva dolina nesmrtnosti. Te zgodbe dobro poznajo tako prvotni prebivalci tega območja, ljudstva Lepča in Limbu, kot tisti iz tibetanske budistične kulturne tradicije. V tibetanščini je ta dolina znana kot Beyul Demoshong. Leta 1962 je tibetanski lama po imenu Tulshuk Lingpa vodil več kot 300 privržencev na visoka snežna pobočja Kangčendzenga, da bi 'odprli pot' do Beyul Demoshonga. Zgodba o tej odpravi je opisana v knjigi Korak stran od raja iz leta 2011.

## V popularni kulturi
Tone Škarja je napisal pustolovski triler Kangčendzenga: gora usode (2008).